# Hrabstwo Green (Wisconsin)
Hrabstwo Green (ang. Green County) – hrabstwo w stanie Wisconsin w Stanach Zjednoczonych.
Obszar całkowity hrabstwa obejmuje powierzchnię 584,56 mil² (1514 km²). Według szacunków United States Census Bureau w roku 2009 miało 36 110 mieszkańców. Jego siedzibą administracyjną jest Monroe.
Hrabstwo zostało utworzone w 1836. Nazwa pochodzi od nazwiska generała Nathanaela Greene'a.
Na obszarze hrabstwa znajdują się rzeki Little Sugar, Pecatonica i Sugar oraz 5 jezior.

## Miasta
- Adams
- Albany
- Brooklyn
- Cadiz
- Clarno
- Decatur
- Exeter
- Jefferson
- Jordan
- Monroe – town
- Monroe – city
- Mount Pleasant
- New Glarus
- Spring Grove
- Sylvester
- Washington
- York

## Wioski
- Albany
- Belleville
- Browntown
- Monticello
- New Glarus

## CDP
- Juda